# Copa del Món de touch rugbi de 2011
La setena Copa del Món de touch rugbi es disputà entre el 22 i el 26 de juny de 2011 al Peffermill Sports Centre d'Edimburg (Escòcia) en set categories diferents: masculina, femenina, mixta, sènior masculina, majors de 30 anys masculina, majors de 35 anys masculina i majors de 40 anys masculina.
Aquest fou el primer campionat en el que participà l'Associació Catalana de Touch (ACT), entitat reguladora del touch rugbi a Catalunya, després que fos reconeguda per la Federació Internacional de Touch (FIT) el setembre de 2009. Concretament, disputà el torneig només en categoria mixta (homes i dones), finalitzant en dissetena posició, d'un total de dinou.

## Categoria mixta

### Participants
| Grup A | Grup A       |
| ------ | ------------ |
|        | Nova Zelanda |
|        | Guernsey     |
|        | Singapur     |
|        | Bèlgica      |
|        | Itàlia       |

| Grup B | Grup B     |
| ------ | ---------- |
|        | Austràlia  |
|        | Niue       |
|        | Anglaterra |
|        | Suïssa     |
|        | Catalunya  |

| Grup C | Grup C       |
| ------ | ------------ |
|        | Sud-àfrica   |
|        | Jersey       |
|        | Estats Units |
|        | França       |
|        | Hongria      |

| Grup D | Grup D        |
| ------ | ------------- |
|        | Gal·les       |
|        | Escòcia       |
|        | Irlanda       |
|        | Països Baixos |

### Fase final
|  | Quarts de final                                  | Quarts de final                                  |                                                  |         | Semifinals  | Semifinals  |  |  | Final                                            | Final |
|  |                                                  |                                                  |                                                  |         |             |             |  |  |                                                  |       |
|  | 25 de juliol - Edimburg Peffermill Sports Centre |                                                  |                                                  |         |             |             |  |  |                                                  |       |
|  |                                                  |                                                  |                                                  |         |             |             |  |  |                                                  |       |
|  | Austràlia                                        | 14                                               |                                                  |         |             |             |  |  |                                                  |       |
|  | Austràlia                                        | 14                                               | 25 de juliol - Edimburg Peffermill Sports Centre |         |             |             |  |  |                                                  |       |
|  | Anglaterra                                       | 1                                                |                                                  |         |             |             |  |  |                                                  |       |
|  | Anglaterra                                       | 1                                                | Austràlia                                        | 15      |             |             |  |  |                                                  |       |
|  | 25 de juliol - Edimburg Peffermill Sports Centre |                                                  | Austràlia                                        | 15      |             |             |  |  |                                                  |       |
|  |                                                  | Sud-àfrica                                       | 2                                                |         |             |             |  |  |                                                  |       |
|  | Sud-àfrica                                       | Sud-àfrica                                       | 2                                                | 4       |             |             |  |  |                                                  |       |
|  | Sud-àfrica                                       |                                                  | 26 de juliol - Edimburg Peffermill Sports Centre | 4       |             |             |  |  |                                                  |       |
|  | Niue                                             | 2                                                |                                                  |         |             |             |  |  |                                                  |       |
|  | Niue                                             | 2                                                | Austràlia                                        | 10      |             |             |  |  |                                                  |       |
|  | 25 de juliol - Edimburg Peffermill Sports Centre |                                                  | Austràlia                                        | 10      |             |             |  |  |                                                  |       |
|  |                                                  | Nova Zelanda                                     | 7                                                |         |             |             |  |  |                                                  |       |
|  | Gal·les                                          | Nova Zelanda                                     | 7                                                | 6       |             |             |  |  |                                                  |       |
|  | Gal·les                                          | 25 de juliol - Edimburg Peffermill Sports Centre |                                                  | 6       |             |             |  |  |                                                  |       |
|  | Jersey                                           | 3                                                |                                                  |         |             |             |  |  |                                                  |       |
|  | Jersey                                           | 3                                                | Nova Zelanda                                     | 20      | Tercer lloc | Tercer lloc |  |  |                                                  |       |
|  | 25 de juliol - Edimburg Peffermill Sports Centre |                                                  | Nova Zelanda                                     | 20      | Tercer lloc | Tercer lloc |  |  |                                                  |       |
|  |                                                  | Gal·les                                          | 0                                                |         |             |             |  |  |                                                  |       |
|  | Nova Zelanda                                     | Gal·les                                          | 0                                                | 21      | Sud-àfrica  | 11          |  |  |                                                  |       |
|  | Nova Zelanda                                     |                                                  |                                                  | 21      | Sud-àfrica  | 11          |  |  |                                                  |       |
|  | Escòcia                                          | 2                                                |                                                  | Gal·les | 4           |             |  |  |                                                  |       |
|  | Escòcia                                          | 2                                                |                                                  |         | 4           |             |  |  |                                                  |       |
|  |                                                  |                                                  |                                                  |         |             |             |  |  | 26 de juliol - Edimburg Peffermill Sports Centre |       |
|  |                                                  |                                                  |                                                  |         |             |             |  |  |                                                  |       |

### Classificació
| Equip | Equip         | Equip |
| ----- | ------------- | ----- |
| 1r    | Austràlia     |       |
| 2n    | Nova Zelanda  |       |
| 3r    | Sud-àfrica    |       |
| 4t    | Gal·les       |       |
| 5è    | Anglaterra    |       |
| 6è    | Escòcia       |       |
| 7è    | Niue          |       |
| 8è    | Jersey        |       |
| 9è    | Guernsey      |       |
| 10è   | Estats Units  |       |
| 11è   | Suïssa        |       |
| 12è   | Països Baixos |       |
| 13è   | França        |       |
| 14è   | Irlanda       |       |
| 15è   | Bèlgica       |       |
| 16è   | Singapur      |       |
| 17è   | Catalunya     |       |
| 18è   | Itàlia        |       |
| 19è   | Hongria       |       |